# Girolamo Caruso
Girolamo Caruso (Alcamo, 18 settembre 1842 – Pisa, 2 gennaio 1923) è stato un agronomo italiano.

## Biografia
Nacque ad Alcamo (Trapani) nel 1842, e si laureò in agraria a Napoli nel 1861. Dopo alcuni anni nell'esercito, prima come volontario e poi commissario del Genio militare,  nel 1864 ebbe la nomina come professore di agraria presso la scuola provinciale agraria di Corleone (Palermo), e la direzione della stessa fino al 1867, anno in cui si trasferì a Messina per insegnare presso l'istituto tecnico.
Nel 1862, a soli 20 anni, Caruso iniziò a occuparsi delle rotazioni delle colture, allora quasi sconosciute e, l'anno dopo, del problema del rimboschimento dei versanti e della creazione di bacini per raccogliere le acque da utilizzare come forza motrice e per irrigare i campi.
In questo periodo si dedicò a delle ricerche sull'agricoltura in Sicilia (sul maldigomma degli agrumi, sulla viticoltura e la vinificazione, sulla olivocoltura) e ottenne un buon successo con la sua opera L'industria dei cereali in Sicilia e le popolazioni che la esercitano (Palermo 1870); nel testo, oltre a descrivere le tecniche agrarie e macchine agricole, c’erano utili suggerimenti; Caruso consigliava il sistema "a quinqueria" per la rotazione agraria (come nelle masserie siciliane), e indicava gli strumenti agricoli disponibili sul mercato.
Nel 1871,  avendo vinto un concorso, ottenne il posto di professore di agronomia (succedendo a Pietro Cuppari) e di direttore dell'Istituto Agrario presso l'Università di Pisa, dove si stabilì in via definitiva; ebbe quindi diversi e importanti incarichi, soprattutto da parte del Governo.
Grazie alla sua abile guida, la Scuola Superiore di Agraria di Pisa diventò uno degli istituti più importanti nel settore e un polo di riferimento per l’agricoltura italiana: gli allievi che ne uscivano, erano in grado di applicare, continuare ed estendere, in Italia e all'estero, le conoscenze acquisite e le opere del Caruso.
Nel 1872 fondò il Comizio agrario di Pisa da lui presieduto fino al 1919; Caruso utilizzava il lavoro nel Comizio in stretto collegamento con quello universitario, promuovendo iniziative e dibattiti per sollecitare le Autorità competenti a migliorare la legislazione per il settore agricolo, corsi di aggiornamento agrario, esposizioni e manifestazioni, con lo scopo di incentivare l’applicazione delle tecniche moderne.
Nel 1873 presentò un'importante relazione introduttiva su I sistemi di amministrazione rurale e la questione sociale; nel 1875 diede vita alla rivista L'agricoltura italiana, che diresse fino al 1922 e aveva lo scopo di divulgare le innovazioni nel campo agricolo e formare agronomi moderni. Lo stesso anno prese parte al IV congresso generale degli agricoltori italiani di Ferrara, dove presentò la relazione Sull'ordinamento dell'istruzione agraria.
Il pensiero di Caruso si manifestò, in particolare, nella sua introduzione al suo famoso manuale di Agronomia, pubblicato nel 1898, usato per tanti anni nelle università italiane, in cui affermava: 
L’agricoltura è un’arte che può esercitarsi empiricamente o secondo le norme dettate dalla scienza; vi ha quindi un’agricoltura empirica e un’agricoltura razionale.
Nel libro sono trattati importanti argomenti come l'irrigazione, le bonifiche, le sistemazioni del terreno, lo studio degli strumenti per l'aratura; inoltre all'interno ci sono 263 incisioni che raffigurano tutti gli aspetti dell’ambiente agrario e delle coltivazioni. Gli schemi delle sistemazioni idraulico-agrarie riportati nel libro di Caruso si trovano in tutti i testi di Agronomia universitari pubblicati fino ad oggi, la concimazione azotata e l’irrigazione vengono esaminati collegando la teoria ai metodi di calcolo in un modo estremamente moderno.
Collocato a riposo dall'insegnamento universitario nel 1917, Girolamo Caruso morì a Pisa il 2 gennaio 1923.
Il 12 novembre 1925, nell’aula di Agronomia dell’Istituto superiore agrario di Pisa, è stato collocato un busto marmoreo di Girolamo Caruso, scolpito da Giuseppe Michelotti, simile a quelli di Cosimo Ridolfi e Pietro Cuppari, voluti dallo stesso Caruso.
Alcamo, sua città natia, lo ha ricordato intitolandogli una strada e l'omonimo Istituto Tecnico (ora I.T.E.T. Istituto Tecnico Economico Tecnologico).

## Il problema mezzadria
Nel 1873,  in una sua relazione introduttiva, Caruso evidenziò i risvolti sociali, economici e produttivi della mezzadria: innanzitutto essa aveva motivo di esistere sul piano economico per il legame che si istituiva tra famiglia coltivatrice e la terra,  che rendeva possibile l'aumento e lo smistamento della popolazione contadina anche nelle zone lontane e meno accessibili, oltre all'incremento della quantità di lavoro.
Per Caruso, comunque, il motivo principale della convenienza di questo sistema, non era quello economico, ma quello sociale:  ricollegandosi alla teoria cara a Raffaello Lambruschini, a Gino Capponi, a Bettino Ricasoli,  faceva notare la chiara contrapposizione fra i pacifici mezzadri,  "amanti dell'ordine, della proprietà, della famiglia, delle leggi", e la pericolosità sociale dei braccianti.
A questo si collegava il suo interesse per l’istituzione del Comizio agrario pisano, che da tempo sembrava unica nel sollecitare una maggiore collaborazione fra la produzione (proprietari e coltivatori) da un lato,  e i teorici e i ricercatori dall'altro.

## Ricerca
Agli inizi del suo insegnamento universitario cominciarono a proliferare le moderne apparecchiature meccaniche per l'utilizzo nei campi; Caruso, oltre a interessarsi allo studio di tutti i principali tipi allora esistenti, ne esaminò anche i risultati economici.
Il suo interesse andava anche ai problemi dell'organizzazione aziendale, al tipo di amministrazione e di conduzione (con le sue Ricerche sull'ordinamento dell'azienda rurale edite a Firenze nel 1894),  e con la memoria Sulla convenienza e sull'attuabilità del disegno di riforma agraria (in Atti della Accademia dei Georgofili, s. 4, Disp. 1, XXIII [1900], pp. 69-95).
Sono memorabili i suoi esperimenti sulla trebbiatura meccanica, sui nuovi frantoi a vapore, sulla mietitrice-legatrice Aultmann, sulle falciatrici Johnson e Aultmann, sulla seminatrice Cosimini, sulla sgusciatrice Navacchi e sulla pressa Blunt per la conservazione dei foraggi nei silo.
Relativamente al lavoro di aratura ha sperimentato i nuovi tipi di aratro Sack e Oliver, e i nuovi sistemi di aratura a vapore, valutandone la profondità di lavoro, la forza di trazione meccanica e i metodi di esecuzione sul piano e pendio.
Girolamo Caruso fu uno dei primi a sperimentare la concimazione chimica, innanzitutto sul frumento, e a stimarne l’efficacia; la prima parte di queste esperienze fu pubblicata nel 1888; nel 1890 definì il metodo di calcolo della quantità di concime da distribuire, utilizzando quello che oggi si chiama metodo del bilancio e affermando la necessità dell'anticipazione degli elementi fertilizzanti, che allora costituiva una novità assoluta.
La sua costante attività di ricerca è testimoniata dalle sue molteplici memorie presentate all'Accademia dei Georgofili e dai saggi pubblicati sull'Agricoltura italiana sulla viticultura e sulla vinificazione (nel 1878, 1892 e 1898); sui foraggi (1891); sui concimi (1889, 1890, 1906, 1909); sui parassiti delle piante (1888-90, 1894-1897, 1902, 1915); sull'olivicultura; sulla meccanica agraria (1876, 1883, 1897).
Intuendo poi l’importanza del tipo di concime utilizzato per il terreno, studiò e descrisse nei dettagli tutti i nuovi fertilizzanti  che venivano prodotti, mettendoli a confronto con quelli in uso.
Nel 1878 Caruso, certo che le condizioni climatiche fossero responsabili dell’esito delle coltivazioni, mise su una capannina meteorologica e dal 1886 pubblicò, quotidianamente, sulla rivista  L’Agricoltura Italiana, i dati meteorologici rilevati.
La sua attività scientifica è documentata da più di un centinaio di importanti pubblicazioni; esse sono in buona parte inserite negli Atti della Regia Accademia dei Georgofili, e più specialmente nella pregevole rivista “L’Agricoltura italiana” da lui fondata nel 1875 e da lui diretta per tutta la vita.
Girolamo Caruso si interessava,  in modo particolare, alla coltivazione del frumento, passando in esame le modalità di semina e raccolta, la concimazione, la difesa dai parassiti e i costi di produzione. Sotto la sua guida l’Istituto conseguì un'elevata esperienza in questo campo, tanto che nel 1925 fu fondato a Pisa l’Istituto Regionale di cerealicoltura, all'interno dell’Istituto superiore agrario.
Da rilevare, inoltre, che nel 1891 Nazareno Strampelli, l’agronomo genetista più importante nella prima metà del XX secolo che produsse nuove varietà di grano, prese la laurea a Pisa.  A lui viene dato il merito di aver reso possibile la prima rivoluzione verde, e cioè un miglioramento della capacità produttiva che ha reso autosufficiente la popolazione italiana.
Caruso dedicò i suoi studi pure alla coltivazione della vite e soprattutto a certe varietà della campagna pisana, alla potatura verde, alla coltura delle viti senza sostegno, e agli innesti su talee americane per combattere la fillossera.
Molti suoi studi erano mirati alla lotta contro i parassiti, soprattutto a quelli della vite e dell’olivo; fino alla metà del 1800 le viti italiane erano immuni da parassiti, ma nel 1851 arrivò l’oidio, nel 1878 la fillossera e nel 1879 la peronospora.
Caruso condusse delle sperimentazioni su tutti i sistemi di lotta contro questi parassiti e si impegnò per la loro applicazione in Toscana e in tutta Italia; inoltre portò avanti varie esperienze sui metodi di lotta contro gli elateridi dei cereali, le tignole dell’uva, la mosca olearia, la tingide del pero, gli insetti dannosi per i semi nei granai, il vaiolo dell’olivo e la ruggine del gelso.
Oltre agli studi di agronomia, si interessò alquanto di economia rurale: sui costi di produzione del frumento nell'area pisana, sulla utilità della concimazione degli ulivi con la sansa, sulle prove di concimazione e i conti colturali del grano, sull’ordinamento dell’azienda rurale, sulla convenienza e attuabilità del disegno di riforma agraria proposto da Maggiorino Ferraris e sulla normativa relativa al credito per i miglioramenti fondiari e il progresso agrario in generale.

### Attività
1864 Professore di agraria presso la scuola provinciale agraria di Corleone (Palermo)
1867 Docente di economia rurale ed estimo presso l'istituto tecnico di Messina
1871 Cattedra di cattedra di agronomia, agricoltura ed economia rurale nell'università di Pisa
1872 Nomina di Direttore della scuola agraria e dell'Istituto agrario pisano, fonda il Comizio agrario di Pisa
1873 Presenta la relazione introduttiva I sistemi di amministrazione rurale e la questione sociale (Pisa 1874)
1874 Fonda la rivista L'agricoltura italiana
1875 Partecipa al IV congresso generale degli agricoltori italiani, tenutosi a Ferrara, presentando la relazione sull'ordinamento dell'istruzione agraria
1878 Istituisce tre scuole di Enologia, in Piemonte, ad Avellino e a Catania, realizzando il programma di formazione professionale che il Ministero della Pubblica Istruzione aveva lanciato
1890 Contribuisce all'istituzione di un sindacato cooperativo a Pisa
1880-1990 Si adopera per la riorganizzazione della Scuola superiore e dell'Istituto agrario
1894 Socio emerito dell'Accademia dei Georgofili di Firenze, il Caruso, aggregato a numerose altre accademie
1894 Fa parte del Comitato promotore della Società degli Agricoltori Italiani, fondata poi a Roma nel 1895, e ne viene eletto Consigliere
1907 Il Comizio agrario pisano istituisce una speciale fondazione intitolata a Caruso per le iniziative destinate al progresso dell’agricoltura pisana.
1914 Presiede la commissione per il referendum dei comizi agrari sul riordinamento degli stessi
- Socio della Reale Accademia di agricoltura di Torino
- Socio onorario della Accademia di scienze, lettere e arti di Verona.
- Consiglio superiore dell’agricoltura
- Consiglio superiore del lavoro
- Consiglio superiore della pubblica istruzione
- Consiglio compartimentale del traffico

Da ricordare anche la sua preziosa attività per l’ordinamento di scuole superiori, istituti tecnici, scuole speciali e pratiche di agricoltura, ecc.

### Opere
- Apolessia linfatica o mal doi gomma degli agrumi; 1864
- Trattato di viticoltura e vinificazione, 1869
- Trattato sulla coltivazione degli ulivi e la manifattura dell’olio, 1870
- Studi sull'industria dei cereali in Sicilia e sulle popolazioni che la esercitano; Palermo, 1870)
- Questioni urgenti di viticoltura;  Messina, tip. Ignazio d'Amico e figli, 1871
- I sistemi di amministrazione rurale e la questione sociale; Pisa 1874
- Relazione introduttiva su: I sistemi di amministrazione rurale e la questione sociale; Pisa, 1874
- Monografia del bergamotto in L'Agricoltura Italiana (vol.I) Firenze, M.Ricci, 1874
- Dell'Olivo: Monografia; Torino, Unione tipografico-editrice, 1883. Considerata il suo capolavoro, tratta della distribuzione geografica della pianta, delle varietà coltivate, del clima, del terreno, della concimazione, dell’impianto dell’oliveto e delle malattie che più di frequente lo colpiscono.
- Dell'Olivo: Monografia, 2010
- Esperimenti fatti colla mietitrice-legatrice Aultman nei poderi della R. scuola superiore agraria di Pisa;Firenze: Tip. M.Ricci, 1888
- Esperienze colla mietitrice legatrice Aultman; Firenze, Tip. di Mariano Ricci, 1889.
- Dei Concimi chimici adoperati in copertura nella coltivazione del grano (2ª serie); Firenze, M.Ricci, 1889
- Le prove di concimazione e i conti colturali del grano, in «L’Agricoltura Italiana»,16; 1890
- Esperienze sulla conservazione dei foraggi freschi colla pressa Blunt: memoria letta alla R. Accademia dei Georgofili nell'adunanza del dì 3 maggio 1891; Firenze,  M. Cellini e C., 1891
- Ricerche sull'ordinamento dell'azienda rurale; Firenze; 1894
- Osservazioni e ricerche sperimentali sull’uso dei fermenti puri selezionati nella vinificazione di Girolamo Caruso e Gustavo Gasperini,in «Atti della Reale Accademia dei Georgofili di Firenze», s. IV, 21; 1898
- Agronomia, manuale; Torino, Unione Tipografica Editrice, 1898
- Sulla convenienza e sull'attuabilità del disegno di riforma agraria (in Atti della Accademia dei Georgofili, s. 4, Disp. 1, XXIII [1900], pp. 69-95),1900
- saggi pubblicati sull'Agricoltura italiana relativi alla viticultura e alla vinificazione (1878, 1892, 1898); ai foraggi (1891); ai concimi (1889, 1890, 1906, 1909); ai parassiti delle piante (1888-90, 1894-1897, 1902, 1915); alla meccanica agraria (1876, 1883, 1897).